# Meitantei Conan - Chinmoku no quarter
Meitantei Conan - Chinmoku no quarter (名探偵コナン 沈黙の15分（クォーター）?, Meitantei Konan - Chinmoku no kwōtā, lett. "Detective Conan - Il quarto d'ora di silenzio"), conosciuto anche con il titolo internazionale Detective Conan: Quarter of Silence, è un film d'animazione del 2011 diretto da Kōbun Shizuno.
Si tratta del quindicesimo film dedicato al quindicesimo anniversario della serie anime Detective Conan, uscito in Giappone il 16 aprile 2011.

## Trama
Yūichirō Asakura, il governatore di Tokyo, riceve una lettera minatoria e il tunnel che ha appena inaugurato per la ferrovia e l'autostrada viene fatto saltare in aria con degli esplosivi al plastico. Conan riesce però a evitare vittime appena in tempo, ma la caccia al colpevole si rivela ardua. La polizia sospetta che il movente dell'attentato sia del rancore nei confronti del governatore per i suoi metodi amministrativi, invece Conan sospetta che si tratti solo di un camuffamento.
Pochi giorni dopo, Conan, Ran, Kogoro, Sonoko, Agasa, Ai e i Detective Boys vanno a sciare nel villaggio fittizio di Kitanosawa, sulle montagne della prefettura di Niigata, vicino al quale si trova la grande diga di Kitanosawa, che venne fatta costruire proprio dal governatore di Tokyo durante il suo mandato da Ministro del Territorio, delle Infrastrutture, dei Trasporti e del Turismo. Conan sospetta infatti che il colpevole dell'attentato sia un abitante del vecchio villaggio, che si era opposto fino alla fine alla costruzione della diga e quindi aveva un movente più che valido per uccidere il governatore.
La loro escursione viene però rovinata da un omicidio collegato con un tragico incidente avvenuto otto anni prima, prima che arrivasse la proposta per la diga, in cui un bambino di sette anni, figlio di una madre non sposata, entrò in coma e non si risvegliò più da allora. I Detective Boys decidono di aiutare il ragazzo, che ha appena ripreso conoscenza ma non ha ancora recuperato la memoria. Conan si attiva per scoprire la verità, ma la sua vita viene messa a repentaglio quando, per salvare il villaggio da un'inondazione della diga ad arco provocata dal colpevole, viene travolto da una gigantesca valanga che ha provocato per deviare il flusso dell'acqua.
I suoi amici hanno a disposizione solo un quarto d'ora di tempo, chiamato nel gergo "i quindici minuti d'oro", per ritrovarlo. Fortunatamente, utilizzando il pallone da calcio prima di perdere del tutto conoscenza, Conan riesce a far capire a Ran e ai soccorritori il punto esatto dove si trova e viene salvato appena in tempo. Il colpevole viene quindi arrestato dalla polizia di Niigata e, il giorno dopo, Conan e gli altri ripartono per tornare a casa.

## Produzione
La grande diga ad arco in questione è basata sulla diga di Kurobe, che appare nei titoli di coda.

## Colonna sonora
La sigla finale è Don't Wanna Lie, dei B'z. È una delle due sigle usate sia per un film sia per la serie TV (sigla iniziale degli episodi da 613 a 626). L'altra è Always, di Mai Kuraki (sigla finale degli episodi da 233 a 247 e del quinto film).

## Distribuzione

### Edizioni home video
In Giappone il film è stato pubblicato da Being con l'etichetta B-vision in DVD e Blu-ray Disc, entrambi usciti il 23 novembre 2011. Sia in DVD che in Blu-ray Disc il film è stato pubblicato in due versioni: una Standard Edition (スタンダード・エディション?, Sutandādo Edishon) a disco singolo e un'edizione limitata in due dischi detta Special Edition (スペシャル・エディション?, Supesharu Edishon) che contiene anche il Magic File 2011 fra i contenuti del secondo disco. Il secondo disco dell'edizione in Blu-ray Disc è comunque un DVD.

## Accoglienza
Chinmoku no quarter ha incassato 3 miliardi e 150 milioni di yen, classificandosi all'ottavo posto dei film giapponesi con il maggior incasso in patria nel 2011. Il film è stato nominato per gli Awards of the Japanese Academy del 2012 nella categoria animazione, in cui ha poi vinto La collina dei papaveri.

## Versione a fumetti
Con i fotogrammi del film è stato prodotto un anime comic, pubblicato in un'edizione in due volumi e poi in volume unico. L'edizione in due volumi è intitolata Gekijōban anime comic - Meitantei Conan - Chinmoku no quarter (劇場版アニメコミック 名探偵コナン 沈黙の15分（クォーター）?, Gekijōban anime komikku - Meitantei Konan - Chinmoku no kwōtā, "Detective Conan - Il quarto d'ora di silenzio - Anime comic del film"); la "prima parte" (上?, jō) è stata pubblicata da Shogakukan il 18 novembre 2011 (ISBN 978-4-09-122574-0), la "seconda parte" (下?, ge) il 14 dicembre dello stesso anno (ISBN 978-4-09-122575-7). L'edizione in volume unico è intitolata Gekijōban Meitantei Conan - Chinmoku no quarter (劇場版 名探偵コナン 沈黙の15分（クォーター）?, Gekijōban Meitantei Konan - Chinmoku no kwōtā, "Detective Conan - Il film - Il quarto d'ora di silenzio") ed è stata pubblicata sempre da Shogakukan il 18 marzo 2014 (ISBN 978-4-09-124616-5).